# Galleon Group
Pour les articles homonymes, voir Galleon.
Galleon Group fut une entreprise américaine œuvrant dans le domaine des placements spéculatifs. Dirigée par Raj Rajaratnam, elle fut l'un des importants gestionnaires de fonds alternatifs au monde, supervisant des placements de plus de 7 milliards $US, avant de fermer ses portes en octobre 2009. Cette année-là, elle fut au centre d'un scandale de délit d'initié qui a provoqué des retraits massifs et brutaux de la part des investisseurs. Son siège social était à New York.